# 忍び秘伝
『忍び秘伝』（しのびひでん）は、乾緑郎による日本の時代小説。
2011年、歴史・時代小説ベスト10（週刊朝日）で第5位に選出された。2013年の第15回大藪春彦賞候補作。

## ストーリー
甲斐・諏訪の国で謎の兇神をめぐり、若き日の真田昌幸と歩き巫女の少女が、謎の忍者に挑むエンタテインメント小説。
| スタブアイコン | サブスタブ | この項目は、まだ閲覧者の調べものの参照としては役立たない、文学に関連した書きかけの項目です。この項目を加筆・訂正などしてくださる協力者を求めています（P:文学、PJ:ライトノベル）。項目が小説家・作家の場合には{Writer-substub}を、文学作品以外の本・雑誌の場合には{Book-substub}を貼り付けてください。 |